# Горен хамам (Банище)
Горният хамам или Горната баня (на македонска литературна норма: Горен амам, Горна бања) е хамам, турска обществена баня, в дебърското село Банище, Република Македония.
Хамамът е разположен североизточно до Хотел „Банище“. Според арабския надпис намерен в Горната или Долната баня, който днес се пази в хотела, като собственик и ктитор на хамама е споменат Насъл Микущ Пъкахш син на Сюлейман, потомок на фамилията Орук заде, и годината 1213 по хиджра или 1798-1799 от Христа.
Горната баня – наречена от пътешественика Йохан Георг фон Хан в 1863 година Стара баня – се състои от две помещения. Първото е съблекалня – джамекян (аподитериум), която може би е служела и за хладно помещение соуклук (тепидаурум). Второто помещение е основното, в чийто център се намира басейнът за къпане (калдариум). И двете помещения са с осмоъгълни основи, засводени с куполи издигнати на тромпи. Характерна е вентилационната система от четири ниши, заради сулфитните изпарения на водата. Зидовете са високи около 2 m и в долната част са обложени с големи, добре обработени каменни блокове, а нагоре с по-малки, частично обработени каменни блокове. Градежът е от грубо обработени камъни. Осветлението става през отворите в теметата на куполите. Покривът е на осем води, покрит с керемиди.